# Said Ismagilov
Sjeik Said Ismagilov (Oekraïens: Саїд Ісмагілов; 9 augustus 1976) is de moefti van het Religieus Bestuur van Moslims in Oekraïne «Oemmah» (Духовне управління мусульман України «Умма») en een van de islamitische spirituele leiders van Oekraïne. Volgens het Oekraïense weekblad KorrespondenT neemt Ismagilov, met zijn 96ste plaats in de lijst van de top 100 invloedrijke Oekraïners, een belangrijke positie in de Oekraïense moslimgemeenschap in voor het internationaal vertegenwoordigen van Oekraïne. Zijn belangrijkste doel is om moslims in Oekraïne een integraal onderdeel van de Oekraïense samenleving te maken.

## Biografie
Ismagilov werd op 9 augustus 1978 in Donetsk geboren. Hij is een etnische Wolga Tataar. Hij is getrouwd en heeft een zoon. Hij is vloeiend in 4 talen: Oekraïens, Russisch, Tataars en Arabisch.

## Politieke carrieere

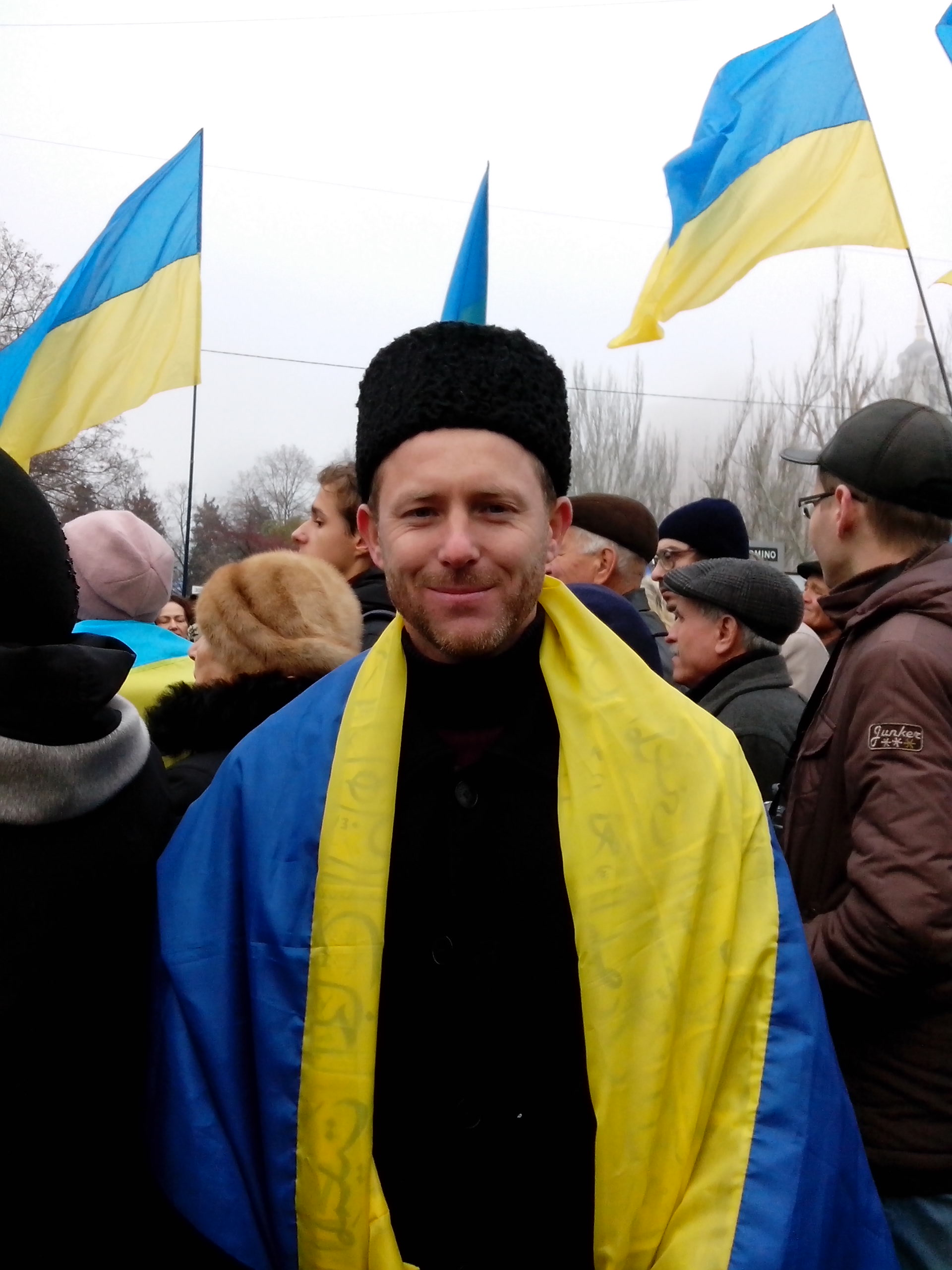
Ismagilov bij de pro-Oekraïense bijeenkomst in Donetsk in 2013

Said Ismagilov nam op 26 oktober 2014 deel aan de parlementsverkiezingen voor de Verchovna Rada als vertegenwoordiger van de politieke partij Al-Oekraïense Unie "Vaderland" in het kiesdistrict voor alle staten met meerdere mandaten. Hij was de vierde op de kieslijst van deze partij.